# Повелитель звірів (фільм)
«Повелитель звірів» (англ. The Beastmaster) — фентезійний фільм у піджанрі меча і магії 1982 року режисера Дона Коскареллі з Марком Сінгером, Таньою Робертс, Джоном Еймосом і Ріпом Торном у головних ролях. Фільм, заснований на однойменному романі Андре Нортон 1959 року.

## Синопсис
Отримавши пророцтво, що він помре від руки ненародженої дитини короля, чаклун Маакс посилає одну зі своїх відьом вбити дитину, але перш ніж вона встигає, селянин рятує дитину, народжену із здатністю телепатичного спілкування з тваринами, і виховує її як власного сина в селі Емур. Він виростає вродливим м'язистим юнаком, якого називають Дар. Коли його село знищують орди диких варварів, союзників Маакса, Дар вирушає на шлях помсти.

## У ролях
| Актор        | Роль       |
| ------------ | ---------- |
| Марк Сінгер  | Дар        |
| Таня Робертс | Кірі       |
| Ріп Торн     | Маакс      |
| Джон Еймос   | Сет        |
| Джош Мілрад  | Тал        |
| Род Луміс    | король Зед |

## Виробництво
Сценарій заснований на романі Андре Нортон «Володар звірів» 1959 року. Автори кардинально змінили історію, оскільки в оригінальному романі герой на ім'я Хостін Сторм був ветераном-солдатом навахо, який жив у футуристичному науково-фантастичному майбутньому. Нортон була незадоволена вільнодумством, допущеним у сценарії фільму, і попросила прибрати її ім'я з титрів. Коли Коскареллі став режисером, Пепперман став продюсером фільму і залучив до проекту співпродюсера Сильвіо Табета. Продюсери збирали кошти для фільму на кіноринку MIFED у Мілані 1981 року та на Каннському кінофестивалі 1982 року. Було зібрано 9 мільйонів доларів, що дало режисерові Коскареллі найбільший бюджет, з яким він працював до цього моменту в своїй кар'єрі.
Коскареллі був розчарований зйомкою фільму, під час яких він ворогував з виконавчим продюсером фільму переважно через монтаж та кастинг. Спочатку Коскареллі хотів на роль Кірі Демі Мур, але виконавчий продюсер відхилив його вибір і запропонував Таню Робертс. Роль Маакса спочатку була написана для Клауса Кінскі, але його не взяли через суперечку щодо зарплати. Зйомки фільму тривали п'ять з половиною місяців. Фільм знімався в Сімі-Валлі а також на озері Піру в національному лісі Лос-Падрес та в державному парку 2Долина вогню" в Неваді.
Чорну пантеру насправді зіграв тигр, якого пофарбували в чорний колір, оскільки з тиграми легше працювати для зйомок. Під час зйомок тигру не дозволялося перебувати на знімальному майданчику одночасно з дітьми або іншими тваринами, оскільки він міг завдати їм шкоди.

## Випуск
Прем'єра була запланована на 25 грудня 1982 року, але в липні того ж року United Artists придбали права на прокат у США та перенесли вихід фільму на літо.}}
Прем'єра у кінотеатрах відбулася 19 серпня 1982 року. Фільм вийшов у прокат у 16 містах США на 165 екранах і відкрився ще у восьми містах та на 66 екранах на другому тижні.